# Stellai Izsák
Stellai Izsák (franciául: Isaac de Stella, Isaac de l'Étoile), (Angol Királyság, 1105 körül – L'Étoile monostor, Francia Királyság, 1178) a középkori Franciaországban működő, latin nyelven író angol származású szerzetes, teológus.

## Életpályája
Angol származású volt, majd 1147 és 1169 között a franciaországi cisztercita L'Étoile monostor apátjaként működött. Számos beszéde maradt fenn az Énekek énekéről. Ezekben a beszédekben Istent nem annyira az eksztázis, mint inkább a metafizika útján keresi. Különösen 8 beszédre (XIX–XXVI.) jellemző ez: Izsák itt a szubsztanciafogalom kifinomult, de egyben határozott dialektikai elemzésével emeli fel a gondolkodást Istenhez. A beszédekben többen Pszeudo-Dionüsziosz, Boethius, Canterburyi Szent Anzelm és Gilbert de la Porrée hatását látják. Emellett a beszédek azt is mutatják, hogy a 12. század közepén egyfajta absztrakt platonizmus terjedt el, amelynek számára a lényegek dialektikai manipulálása képezte a valóság tipikus racionális magyarázatát.
Izsák leghíresebb műve az Epistola ad quemdam familiarem suum de anima, amelyet Clairvaux-i Alcher kérésére írt. Ez a levél egy komolyabb értekést tartalmaz a lélekről, jelentőségét a részletes osztályozások teszik. Izsák szerint három valóság van: a test, a lélek, és Isten. Egyiküknek a lényegét sem ismerjük teljesen, de lelket még mindig jobban, mint Istent; a testet pedig, mint a lelket. Az Isten és a test között elhelyezkedő lélek részben mindkettővel megegyezik egy-egy dologban, és középső helyzeténél fogva van felső, középső, illetve alsó része. A lélek alja, a képzelet, a test felső részével rokon, vagyis az érzékelő képességgel. A lélek felső része, a megértés Istennel rokon. A középső rész felfelé haladva a következő részekre oszlik: testi érzék, képzelet, ész, értelem, megértés. Az ész a lélek azon képessége, amely felfogja a testi dolgok testetlen formáit. Ezt nem cselekvés (actio), hanem megfontolás (consideratio) útján teszi. Intellektuson Izsák a lélek azon képességét érti, amely a testek valójában testetlen formáit fogja fel, például a lelket; ezzel szemben az intelligentia befogadja az isteni megvilágosítást. Izsák tehát ötvözi az Abélárd-féle racionális megismerés tanát a spekulatív misztika nézeteivel.